# トレヴィーゾ空港
トレヴィーゾ空港（伊: Aeroporto di Treviso-Sant'Angelo, 英: Treviso-Sant'Angelo Airport）は、イタリアのトレヴィーゾにある空港である。トレヴィーゾ市街地の西 約3km、ヴェネツィアの北北西 約25kmに位置している。旅客便では主にLCC（格安航空会社）が発着する空港である。
LCCのフライト予約等ではヴェネツィア空港と表記されることもあるが、ヴェネツィアの主要空港はヴェネツィア・テッセラ空港である。

## 就航航空会社
2015年夏ダイヤ現在、RyanairおよびWizzairが就航している。

## アクセス
- ヴェネツィア・メストレ駅経由 ヴェネツィア ローマ広場行き - ATVO社リムジンバスで約70分（昼間1時間毎程度）[3]
- ヴェネツィア・メストレ駅経由 ヴェネツィア トロンケット行き -  Barzi Service社リムジンバスで約40分（昼間1時間毎程度）[4]